# 東粟倉村
東粟倉村（ひがしあわくらそん）は、かつて岡山県の北東部に存在した村である。英田郡に属した。現在は合併により美作市となり、旧東粟倉村役場は美作市役所東粟倉総合支所となっている。

## 地理
中国山地に位置し、山林と高原で占められている。村の東部、兵庫県宍粟郡千種町（現・宍粟市）との境界には県内最高峰の後山 (1345m) がある。道仙寺が管理する女人禁制の修験道の霊山でもある。

## 歴史

### 沿革
- 1889年（明治22年）6月1日 - 町村制施行により後山村・中谷村・青野村・太田村・野原村・吉田村・川東村の7村が合併し吉野郡東粟倉村となる。
- 1900年（明治33年）4月1日 - 吉野郡が英田郡と合併し、新たに英田郡となる（英田郡東粟倉村）。
- 2005年（平成17年）3月31日 - 英田郡美作町・大原町・作東町・英田町、勝田郡勝田町との合併により美作市となる。

## 教育
- 東粟倉村立東粟倉小学校
- 大原町東粟倉村組合立大原中学校 （大原町）

現在は両校とも美作市立。

## 交通
- 村内を走る鉄道、高速道路はない。
- 村内を走る一般国道：国道429号
- 村内を走る県道：岡山県道・兵庫県道556号後山上石井線

## 名所・旧跡・観光スポット・祭事・催事
- 道仙寺
- 日本一の愛の鐘
- 行者山
- 林家
- クラフトハウス
- 愛の泉
- 愛の村パーク
- こぶし庵
- 天然温泉ゆらりあ
- ベルピール自然公園
- 現代玩具博物館（2010年3月に美作市湯郷へ移転）
- 芝桜まつり[1]